# Oshkosh All-Stars 1948-1949
La stagione 1948-49 degli Oshkosh All-Stars fu la 12ª e ultima nella NBL per la franchigia.
Gli Oshkosh All-Stars vinsero la Western Division con un record di 37-27. Nei play-off vinsero la finale di division con i Tri-Cities Blackhawks (3-1), perdendo poi la finale NBL con gli Anderson Duffey Packers  (3-0).

## Roster
| N° | Naz.                   | Ruolo | Sportivo         | Anno | Alt. | Peso |
| -- | ---------------------- | ----- | ---------------- | ---- | ---- | ---- |
|    | Stati Uniti (bandiera) | AC    | Gene Englund     | 1917 | 193  | 93   |
|    | Stati Uniti (bandiera) | A     | Marshall Hawkins | 1924 | 191  | 93   |
|    | Stati Uniti (bandiera) | AC    | Floyd Volker     | 1921 | 193  | 93   |
|    | Stati Uniti (bandiera) | AC    | Alex Hannum      | 1923 | 198  | 95   |
|    | Stati Uniti (bandiera) | G     | Jack Burmaster   | 1926 | 191  | 86   |
|    | Stati Uniti (bandiera) | GA    | Gene Berce       | 1926 | 180  | 79   |
|    | Stati Uniti (bandiera) | GA    | Glen Selbo       | 1926 | 191  | 88   |
|    | Stati Uniti (bandiera) | GA    | Walt Lautenbach  | 1922 | 188  | 84   |
|    | Stati Uniti (bandiera) | AC    | Bob Carpenter    | 1917 | 196  | 91   |
|    | Stati Uniti (bandiera) | GA    | Eddie Riska      | 1919 | 183  | 79   |
|    | Stati Uniti (bandiera) | AC    | Ed Dancker       | 1914 | 201  | 91   |
|    | Stati Uniti (bandiera) | A     | Bill Brown       | 1922 | 191  | 92   |
|    | Stati Uniti (bandiera) | G     | Bob Mulvihill    | 1924 | 185  | 84   |
|    | Stati Uniti (bandiera) | C     | Ed Mills         | 1922 | 203  | 102  |
|    | Stati Uniti (bandiera) | AC    | Leroy Edwards    | 1914 | 193  | 91   |

## Staff tecnico
- Allenatore: Gene Englund